# Tumor Necrosis Factor Related Apoptosis Inducing Ligand
Tumor Necrosis Factor Related Apoptosis Inducing Ligand (TRAIL) - (deutsch: Tumornekrosefaktor-verwandter Apoptose-induzierender Ligand) ist ein für das Immunsystem wichtiges Protein. Es wird zur TNF/TNFR-Superfamilie gezählt. Seine Aufgabe ist es, Zielzellen zu inaktivieren, indem es Apoptose (programmierten Zelltod) in der Zielzelle auslöst.

## Vorkommen
Es kommt als sezerniertes (von der Zelle nach außen abgegebenes) oder als membrangebundenes (auf der Zellmembran verankertes) Protein vor, welches meist von Monozyten und B-Lymphozyten gebildet wird. TRAIL ist in der Lage viele verschiedene Zelltypen im Körper zu inaktivieren.
Das Protein findet sich in vielen Geweben, konzentriert kommt es in der Lunge, der Milz und der Prostata vor.

## Mechanismus
Um Zellen in die Apoptose zu treiben, findet es auf der Oberfläche seiner Zielzellen den DR4 oder DR5 Rezeptor (Death Cell Receptor) – ebenfalls ein Protein. Wenn TRAIL daran binden kann, aktiviert es die Caspase-8 abhängige Apoptose. Dies führt dazu, dass die Zielzelle sich selbst abtötet und so inaktiviert wird.
TRAIL spielt vermutlich auch eine Rolle bei der Autophagocytose von Zellen bei der Bildung von Geweben.

## TRAIL und Krebs
TRAIL ist einer der wichtigsten Faktoren für die Inaktivierung von Tumorzellen. Es beeinflusst in vitro und in vivo (Modellorganismus: Hausmaus) das Wachstum von Tumorzellen. Dabei verursacht TRAIL wenig Schädigung von nicht-tumorösen Zellen. Die Behandlung von gesunden Mäusen über 45 Tage mit gelöstem TRAIL verursachte keine Zellschädigung.
Aufgrund dieser Eigenschaften wird es zurzeit für seine Eignung als Therapeutikum für die Krebstherapie getestet.

## TRAIL und Krankheitserreger
Der Apoptosemechanismus von TRAIL wird von einigen Viren und Bakterien dazu benutzt, die T-Lymphozyten Antwort gegen infizierte Zellen zu regulieren. Sie bringen Zellen dazu TRAIL zu produzieren. Dadurch werden T-Zellen abgetötet, die infizierte Zellen oder Bakterien angreifen würden. So entgehen die Krankheitserreger teilweise dem Immunsystem. So verfügen das Influenza A/H5N1-, HI-, Herpes-Simplex-, Cytomegalie- und das Masernvirus über solche Mechanismen. Bei den Bakterien sind dies unter anderem Staphylococcus aureus und Salmonella enterica Serovar Dublin.
TRAIL spielt vermutlich auch eine Rolle bei der durch Hepatitis verursachten Lebernekrose, indem es mit dem Hepatitis Virus infizierte Hepatocyten abtötet.